# 도미나가 히데아키
도미나가 히데아키(일본어: 富永 英明, 1976년 8월 27일 ~ )는 일본의 전 축구 선수이다.

## 구단 경력
과거 나고야 그램퍼스 에이트, 사간 도스, 쇼난 벨마레, 방포레 고후, 요코하마 FC, 블라우블리츠 아키타에서 활동하였다.